# Božetice

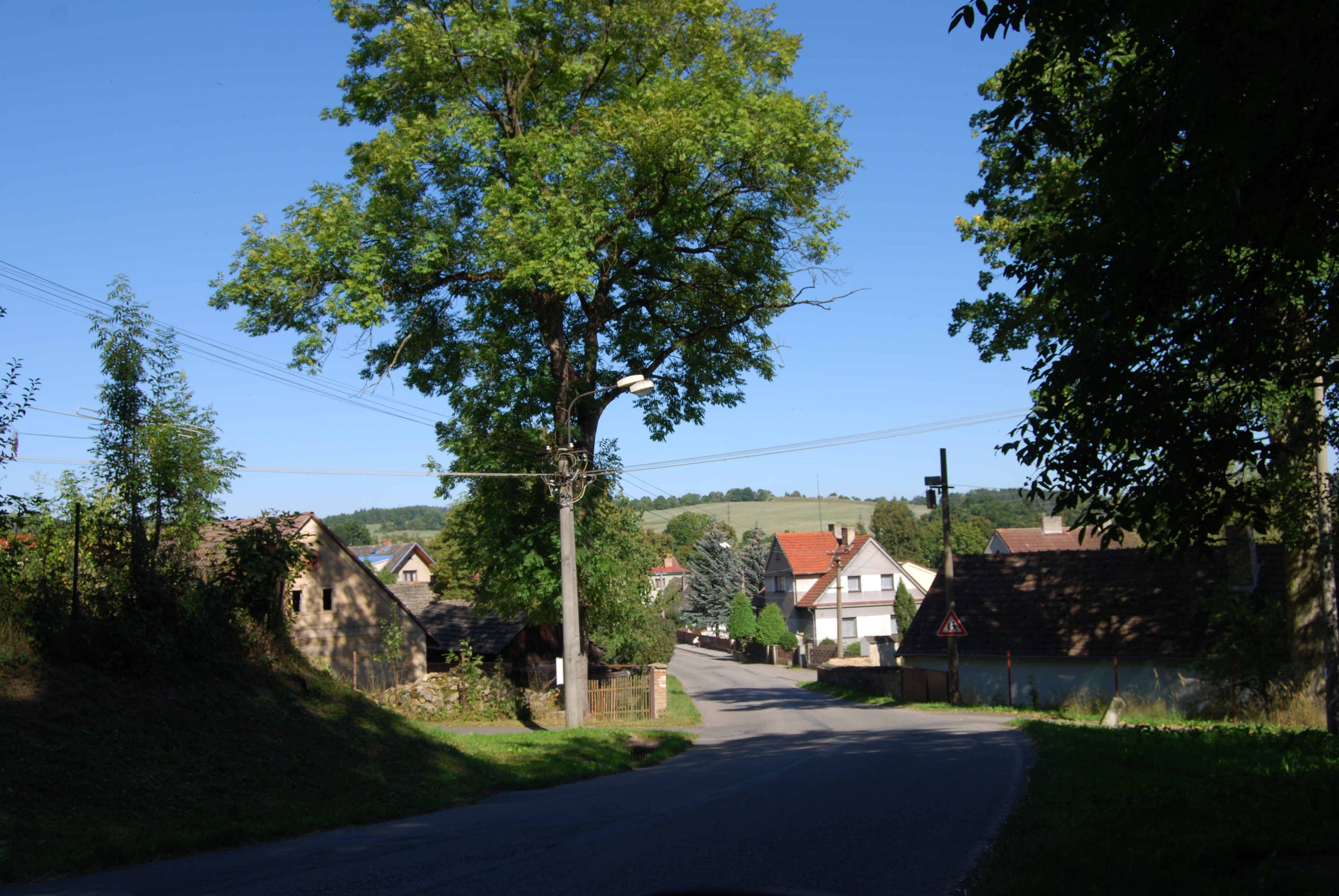
Blick auf die Gemeinde von der Hauptstraße

Božetice ist eine Gemeinde in Tschechien. Sie gehört zum Okres Písek.

## Geschichte
Der Name des Dorfes bedeutet wörtlich übersetzt „Dorf der Leute von Božet/Božat“. Die erste urkundliche Erwähnung fand 1291 statt. In diesem Jahr wurden einige Ländereien der Familie Vítkov vom Landgericht beschlagnahmt. Am 17. Juni 1291 übergab König Wenzel II. die Festung Skalice, Sepekov und einige umliegende Dörfer (Zběšice, Držkrajov, Vlksice, Vratišov, Nosetín, Chyšky, Hodětín und Božetice) dem Bischof Dobeš. Daraufhin wechselte das Dorf bis ins 16. Jahrhundert den Besitz.
Eine Schule im Dorf wurde 1860 eröffnet. Zuvor unterrichtete ein pensionierter Soldat in den Häusern oder die Kinder wurden in Sepekovo unterrichtet. Bis 1880 besuchten auch die Kinder aus Vlksice die Schule in Božetice, bis das Dorf seine eigene Einrichtung bekam. Die Freiwillige Feuerwehr von Božetice wurde 1892 gegründet. 1928 wurde das Dorf elektrifiziert.

## Ortsteile
- Božetice (Ortskern)[3]
- Radihošť (Siedlung)[3]

## Bevölkerungsentwicklung
| Jahr      | 1869 | 1880 | 1890 | 1900 | 1910 | 1921 | 1930 | 1950 | 1961 | 1970 | 1980 | 1991 | 2001 | 2011 | 2021 |
| --------- | ---- | ---- | ---- | ---- | ---- | ---- | ---- | ---- | ---- | ---- | ---- | ---- | ---- | ---- | ---- |
| Einwohner | 762  | 761  | 756  | 702  | 678  | 718  | 676  | 585  | 497  | 449  | 406  | 395  | 398  | 384  | 332  |

## Sehenswürdigkeiten
- Kapelle der Heiligen Dreifaltigkeit[6]
- Mühle von Kvěchov[2]